# Буир (езеро)
Буир (на монголски: Буйр нуур; на китайски: 贝尔湖; на пинин: Bèi'ěr Hú) е сладководно езеро в Източна Монголия и Северен Китай, в автономен регион Вътрешна Монголия. Площта му е 610 km², обемът – 3,8 km³, средната дълбочина – 6,5 m, максималната – 11 m.
Езерото Буир е разположено в най-източната част на Монголия, а малък участък от северозападната му част – в Китай. Лежи в плоско степно понижение на височина 583 m, с дължина от североизток на югозапад 40 km и ширина до 20 km . Бреговете му са слабо разчленени, плоски. Дъното е пясъчно и тинесто, на места каменисто. Замръзва през ноември, а се размразява през май. От изток в него се влива левият ръкав на река Халхингол, а от северния му ъгъл изтича река Орчунгол, вливаща се в разположеното на 100 km север езеро Далайнор. Богато е на риба, поради което на източния му, монголски бряг е разположена малка рибопреработвателна фабрика.